# Lathrolestes
Lathrolestes is een geslacht van insecten uit de orde vliesvleugeligen (Hymenoptera) en de familie Ichneumonidae.

## Soorten
- L. acinaces Reshchikov, 2011
- L. aitmatovi Reshchikov, 2012
- L. albicinctus (Habermehl, 1922)
- L. aquilus Barron, 1994
- L. asperatus Barron, 1994
- L. barroni Reshchikov, 2010
- L. bipunctatus (Bridgman, 1886)
- L. breviremus Barron, 1994
- L. buccinator (Holmgren, 1857)
- L. bulbus Barron, 1994
- L. bullatus Barron, 1994
- L. carinatus Barron, 1994
- L. caudatus (Thomson, 1883)
- L. citreus (Brischke, 1878)
- L. citrofrontalis Schmiedeknecht, 1912
- L. clavipes Barron, 1994
- L. clypeatus (Zetterstedt, 1838)
- L. constrictus (Provancher, 1882)
- L. convexus Barron, 1994
- L. dentatus Barron, 1994
- L. ensator (Brauns, 1898)
- L. erugatus Barron, 1994
- L. erythrocephalus (Gravenhorst, 1829)
- L. euryremus Barron, 1994
- L. fascialis Reshchikov, 2011
- L. fissus Reshchikov, 2010
- L. foveafacialis Reshchikov, 2010
- L. frontator (Thomson, 1883)
- L. gibbosus Barron, 1994
- L. grahami Reshchikov, 2012
- L. haroldi Gauld, 1997
- L. hovdensis Reshchikov, 2012
- L. irenea Gauld, 1997
- L. jennyae Gauld, 1997
- L. karenae Gauld, 1997
- L. kozlovi Reshchikov, 2012
- L. kukulcanis Reshchikov, 2011
- L. kulingensis (Uchida, 1940)
- L. langelandi Reshchikov, 2010
- L. lidae Reshchikov, 2011
- L. lucidulus (Holmgren, 1857)
- L. luteolator (Gravenhorst, 1829)
- L. luteolus (Thomson, 1883)
- L. macropygus (Holmgren, 1857)
- L. meridionalis (Smits van Burgst, 1912)
- L. messae Barron, 1994
- L. minimus Teunissen, 1953
- L. mnemonicae (Rohwer, 1914)
- L. morator Aubert, 1984
- L. moravicus (Habermehl, 1923)
- L. nigricollis (Thomson, 1883)
- L. nigrifacies (Uchida, 1932)
- L. obliquus Reshchikov, 2012
- L. obscurellus (Davis, 1897)
- L. occultor Aubert, 1984
- L. ochraceus Barron, 1994
- L. orbitalis (Gravenhorst, 1829)
- L. peisseli Reshchikov, 2011
- L. periclistae Barron, 1994
- L. pictilis (Holmgren, 1857)
- L. pictus Cushman, 1933
- L. planus Barron, 1994
- L. platynus (Davis, 1897)
- L. pleuralis (Thomson, 1883)
- L. profenusae Barron, 1994
- L. protenus Barron, 1994
- L. protrusus Barron, 1994
- L. quetzalcoatlus Reshchikov, 2011
- L. roerichi Reshchikov, 2011
- L. ruficaudus Reshchikov, 2012
- L. ruwenzoricus (Benoit, 1955)
- L. saliceti (Roman, 1909)
- L. scutellatus (Ashmead, 1890)
- L. soperi Reshchikov, 2010
- L. striatus Barron, 1994
- L. syringe Reshchikov, 2010
- L. tepeyollotlis Reshchikov, 2011
- L. thomsoni Reshchikov, 2010
- L. tomostethi (Cushman, 1935)
- L. tripunctor (Thunberg, 1822)
- L. truncatus (Provancher, 1888)
- L. ungularis (Thomson, 1883)
- L. verticalis (Brischke, 1871)
- L. xochiquetzalis Reshchikov, 2011
- L. zeugophorae Barron, 1994
- L. zoticus Reshchikov, 2011